# Dionizy Stanetti von Falkenfels
Dionizy Stanetti von Falkenfels (ur. 17 listopada 1747 w Kremnicy, zm. 18 marca 1824 w Bochni) – austriacki inżynier górniczy, długoletni naczelnik kopalni soli w Bochni.
Urodził się na terenie dzisiejszej Słowacji (ówczesnych Górnych Węgier) w rodzinie znanego rzeźbiarza i architekta pochodzenia włoskiego Dionizego Stanettiego i Teresy Girtel. Wychowany w górniczym mieście, słynnym z kopalni złota i z cesarskiej mennicy, w wieku 19 lat podjął pracę w górnictwie. Pracował w cesarskich kopalniach i władzach górniczych Banatu, Siedmiogrodu i Dolnych Węgier. Jego karierę zawodową przyspieszyło ukończenie studiów w niedawno otwartej Akademii Górniczej w Bańskiej Szczawnicy. Jako zdolny inżynier górniczy dał się poznać w Offenbanya (dzis. Baia de Arieș) w Siedmiogrodzie, gdzie za zasługi dla tamtejszej kopalni dostał nagrodę od cesarza.
W 1785 r. został przeniesiony z Offenbanyi do Bochni na stanowisko naczelnika tutejszej kopalni soli. Zarządzał tym zakładem blisko 40 lat. Wprowadził szereg zmian organizacyjnych i innowacji technicznych, które pomogły wyprowadzić kopalnię ze stagnacji i zaniedbań. M.in. w 1787 r. zarządził rozpoczęcie prac w rejonie szybu „Floris”, których celem było dotarcie do pokładów solnych znajdujących się pomiędzy szybami „Floris” i „Sutoris”. Wyrobiska te do dziś noszą nazwę „Stanetti”. Dużym sukcesem zakończyło się poszukiwanie nowych pokładów solnych w zachodniej części kopalni i w rejonie szybu „Campi”. Dobrze usytuowany szybik (nazwany później „Stanetti”) otwarł w 1794 r. dojście do bogatych pokładów soli. Zapewniło to pracę kopalni na kilkadziesiąt następnych lat. W 1800 r. opracował system wentylacji kopalni i doprowadzenia powietrza do miejsc, w których praca górników z powodu bardzo słabego dopływu tlenu była dotąd znacznie utrudniona lub wręcz niemożliwa. Zasługi Dionizego Stanettiego dla bocheńskiej kopalni soli docenił cesarz Austrii Franciszek I, nadając mu w 1816 r. szlachectwo, z predykatem „von Falkenfels”.
Dionizy Stanetti ożenił się w 1782 r. w Wiedniu z Rosalią Walter, z którą miał synów Tadeusza (ur. 1786) i Józefa (ur. 1788). Zmarł w Bochni i został pochowany na tutejszym cmentarzu. Zapisał pewną sumę na stypendia dla zdolnych a niezamożnych uczniów gimnazjum. Z fundacji im. Dionizego Stanettiego ostatnie stypendium wypłacono w roku szkolnym 1907/1908.